# Igor' Voznesenskij
Igor' Voznesenskij (Mosca, 2 giugno 1948) è un regista sovietico.

## Filmografia parziale

### Regista
- Potrjasajuščij Berendeev (1975)
- Gli anelli di Magozor (1977)
- Četvёrtaja vysota (1977)
- Akvanavty (1979)
- Priznat' vinovnym (1983)